# La Garde-Freinet
La Garde-Freinet település Franciaországban, Var megyében. Lakosainak száma 1848 fő (2022. január 1.). La Garde-Freinet Le Cannet-des-Maures, Collobrières, Grimaud, Les Mayons, Le Plan-de-la-Tour és Vidauban községekkel határos.

## Népesség
A település népességének változása:
| Lakosok száma | 1833 | 1878 | 1916 | 1887 | 1867 | 1847 | 1827 | 1831 | 1848 |
|               | 2013 | 2015 | 2016 | 2017 | 2018 | 2019 | 2020 | 2021 | 2022 |